# Jakob Wilhjelm Poulsen
Jakob Wilhjelm Poulsen, född den 22 april 1993, är en dansk barnskådespelare. Han har medverkat i tre Far til fire-filmer från 2000-talet.

## Filmografi
- Far til fire gi'r aldrig op (2005)
- Far til fire - i stor stil (2006)
- Far til fire - på hjemmebane (2008)